# (7751) 1988 UA
1988 يو أي (ويعرف أيضًا باسم (7751) 1988 يو أي وفق تسمية الكوكب الصغير) (بالإنجليزية: 1988 UA)‏ هو كويكب ضمن حزام الكويكبات؛ وترتيبه 7751 من حيث الاكتشاف.
اكتُشف هذا الجُرم الفلكي بواسطة هيروشي كانيدا في 16 أكتوبر 1988.

## وصلات خارجية
- (7751) 1988 UA في قاعدة بيانات مختبر الدفع النفاث لأجرام النظام الشمسي الصغيرة

- الاكتشاف · مخطط المدار ·  العناصر المدارية · المعلمات المادية

- (7751) 1988 UA على موقع ويكي سكاي: DSS2, SDSS, GALEX, IRAS, Hydrogen α, X-Ray, Astrophoto, Sky Map, Articles and images